# Rudi Knauss
Rudi Knauss (* 1957 in Gießen) ist ein deutscher Schauspieler.

## Leben
Rudi Knauss besuchte die Hochschule für Musik und Theater Hannover von 1973 bis 1977. Seit dieser Zeit spielte er zahlreiche kleinere Rollen im Fernsehen. So war er unter anderem im Fernsehfilm Der kleine Mann (2001) zu sehen, einer Folge von Die Rosenheim-Cops (2007) oder im Film Der Baader Meinhof Komplex (2008) als Arzt. 
Einige seiner Theaterstationen waren das Schleswig-Holsteinische Landestheater, das Staatstheater Wiesbaden und das Theater in Coburg. Knauss gehört zum Gründungsensemble des Kleinen theaters – Kammerspiele Landshut. Er spielte ab 1994 in zahlreichen Stücken mit, darunter in Der Tod und das Mädchen, Das Spiel von Liebe und Zufall, Verführbarkeit auf beiden Seiten und in Sunshine von William Mastrosimone.

## Filmographie
- 1980: Herzlichen Glückwunsch, HR, Kinospielfilm, Regie: Wolfgang Quest
- 1981: Tatort: Schattenboxen, NR, Fernsehfilmreihe, Regie: Fritz Umgelter
- 1984: Tatort: Rubecks Traum, HR, Fernsehfilmreihe, HR, Regie: Heinz Schirk
- 1991: Blank, Meier, Jensen, NR, Fernsehserie, Regie: Peter Fratzscher
- 1993: Schwarz greift ein, NR, Fernsehserie, SAT.1, Regie: Peter Carpentier
- 1994: Anwalt Abel – Rufmord, NR, Fernsehfilmreihe, ZDF, Regie: Carlo Rola
- 1994: MDR – Sandmännchen, HR, Imagefilm, MDR, Regie: Sönke Wortmann
- 1995: Dr. Stefan Frank, EHR, Fernsehserie, RTL, Regie: Udo Witte
- 1995: Die Fallers – Eine Schwarzwaldfamilie, EHR, Fernsehserie, SWR, Regie: Ulrich Ulli König
- 1996: Schwurgericht – Tod im Labor, Fernsehfilmreihe, Regie: Frank Guthke
- 1996: Jede Menge Leben, DHR, Fernsehserie, ZDF, Regie: Norbert Skrovanek
- 1997: Liebesfeuer, Fernsehfilm, ARD, Regie: Hartmut Schoen
- 1997: Für alle Fälle Stefanie, EHR, Fernsehserie, SAT.1, Regie: Gunter Friedrich
- 1997: Widows – Erst die Ehe, dann das Vergnügen, NR, Kinospielfilm, Regie: Sherry Hormann
- 1999: Midsommar Stories, HR, Kinospielfilm, Regie: Lydia Vogt
- 1999: St. Angela, EHR, Fernsehserie, ARD, Regie: Christian Stier
- 1999: Der Kardinal – Der Preis der Liebe, NR, Fernsehfilm, Regie: Berthold Mittermayr
- 1999: Mallorca – Suche nach dem Paradies, EHR, Fernsehserie, ProSieben, Regie: Heinz Dietz
- 2000: Doppelter Einsatz München – Trennung ist der Tod, NR, Fernsehfilm, Regie: Uli Möller
- 2000: Sieben Tage im Paradies, NR, Fernsehfilm, Regie: Dietmar Klein
- 2001: Der kleine Mann, Fernsehfilm, Regie: Matthias Steurer
- 2001: Baader, NR, Kinospielfilm, Regie: Christopher 'Bobby' Roth
- 2001: Die Verbrechen des Prof. Capellari – Falsche Freunde, Fernsehfilmreihe, ZDF, Regie: Helmut Metzger
- 2002: Mörderische Elite, Fernsehfilm, ProSieben, Regie: Florian Baxmeyer
- 2002: Family Affairs – Gier nach Glück, Fernsehfilm, SAT.1, Regie: Matthias Steurer
- 2002: SOKO 5113, ENR, Fernsehserie, ZDF, Regie: Carl Lang
- 2003: Endlich Sex!, Fernsehfilm, ProSieben, Regie: Klaus Knoesel
- 2003: Der Wunschbaum, TV-Mehrteiler, ARD, Regie: Dietmar Klein
- 2004: Scharf wie Chili, NR, Fernsehfilm, ProSieben, Regie: Markus Bräutigam
- 2004: Polizeiruf 110: Die Maß ist voll, Fernsehfilmreihe, BR, Regie: Klaus Krämer
- 2006: Killergrippe 2008, Fernsehfilm, ProSieben, Regie: Richard Ladkani
- 2006: Alles außer Sex, Fernsehserie, ProSieben, Regie: Matthias Steurer
- 2007: Sturm der Liebe (Fernsehserie, 9 Folgen)
- 2007: SOKO 5113, Fernsehserie, ZDF, Regie: Peter Stauch
- 2007: Die Rosenheim-Cops, EHR, Fernsehserie, ZDF, Regie: Jörg Schneider
- 2007: Rosamunde Pilcher – Nebel über Kilrush House, Fernsehfilmreihe, ZDF, Regie: Andi Niessner
- 2007: A96, NR, Kurzspielfilm, Regie: Daniel Adam
- 2008: Der Baader Meinhof Komplex, Kinospielfilm, Regie: Uli Edel
- 2008: Ihr Auftrag, Pater Castell, NR, Fernsehserie, ZDF, Regie: Axel Barth
- 2009: Schubi – Du!, HR, Kurzspielfilm, Regie: Julia Dahmen
- 2009: Garmischer Bergspitzen, Fernsehfilm, Degeto, Regie: Dietmar Klein
- 2009: SOKO 5113, EHR, Fernsehserie, ZDF, Regie: Bodo Schwarz
- 2009: Von Mäusen und Lügen, Fernsehfilm, ARD, Degeto, Regie: Sibylle Tafel
- 2012: Marions Wut, HR, Kurzspielfilm, Regie: Thomas Herberth
- 2017: Der verlorene Sohn, TR, Showreelszene, Regie: Christoph Baumann

## Theater
- 1978: Schleswig-Holst. Landestheater, Mutter Courage, Schreiber, Regie: Hans Häckermann
- 1979: Staatstheater Wiesbaden, Der Vater, Svärd, Regie: Andrea Breth
- 1979: Staatstheater Wiesbaden, Zauberer von Ooz, Blechmann, Regie: Benjamin Korn
- 1980: Staatstheater Wiesbaden, Alltag, Karl, Regie: Horst Siede
- 1980: Staatstheater Wiesbaden, Die Wupper, Arbeiter, Regie: Horst Siede
- 1980: Staatstheater Wiesbaden, Woyzeck, Handwerksbursch, Regie: Karlheinz Roland
- 1981: Staatstheater Wiesbaden, Kaspar Hausers Tod, Kaspar Hauser, Regie: Horst Siede
- 1982: Staatstheater Wiesbaden, Der Sturm, Sebastian, Regie: Hermann Kleinselbeck
- 1983: Künstlerhaus Bethanien Berlin, Bemüht um saubere Freuden, Ulbricht, Regie: Lutz Weidlich
- 1985: Staatstheater Karlsruhe, Klassenfeind, Koloss, Regie: Gerhard Weber
- 1985: Landestheater Dinslaken, Der Widerspenstigen Zähmung, Tranjo, Regie: Egmont Elschner
- 1986: Landestheater Dinslaken, Romeo und Julia, Mercutio, Regie: Egmont Elschner
- 1986: Landestheater Dinslaken, Pioniere in Ingolstadt, Korl, Regie: Bernd Bruhns
- 1987: Landestheater Dinslaken, Wilhelm Tell, Gessler, Regie: Egmont Elschner
- 1988: Theater Freiburg, Stadtmusikanten, Willi, Regie: Volker Geissler
- 1988: Theater Coburg, Weihnachten an der Front, Robert, Regie: Frederick Ribell
- 1989: Theater Coburg, Biedermann u. die Brandstifter, Eisenring, Regie: Eberhard Feick
- 1989: Theater Coburg, Der eingebildete Kranke, Cleante, Regie: Bernd Köhler
- 1990: Theater Coburg, Sommernachtstraum, Thisbe, Regie: Frederick Ribell
- 1990: Theater Coburg, Offene Zweierbeziehung, Ehemann, Regie: Rolf Heiermann
- 1990: Theater Coburg, Drei Schwestern, Soljony, Regie: Dieter Braun
- 1991: PEP-Theater München, Maß für Maß, Richter, Regie: A.v.Lipinski
- 1992: Theater Das Schloß München, Sommernachtstraum, Zettel, Regie: Martin Politowski
- 1993: Bayerische Theaterakademie, Mercier und Camier, Mercier, Regie: Tanja Gronde
- 1994: Kleines Theater Landshut, Love Letters, Andy, Regie: Gil Mehmert
- 1995: Kleines Theater Landshut, Der Tod und das Mädchen, Dr. Miranda, Regie: Sven Grunert
- 1996: Theatergastspiele Kempf, Spiel von Liebe und Zufall, Arlequin, Regie: Chr. Kaufmann
- 1997: Kleines Theater Landshut, Sunshine, Cliff, Regie: Jürgen Zielinski
- 1998: Schloßspiele Ellwangen, Urfaust, Wagner, Regie: Arnost Goldflamm
- 2000: Kammerspiele Landshut, Hautnah, Larry, Regie: Sven Grunert
- 2001: Bayerische Theaterakademie, Portia Coughlan, John Coughlan, Regie: Florentine Klepper
- 2002: Kammerspiele Landshut, Kunst, Yvan, Regie: Gil Mehmert
- 2003: Kammerspiele Landshut, Affaire Rue de Lourcine, Lenglumé, Regie: Sven Grunert
- 2004: Kammerspiele Landshut, Spiel von Liebe und Zufall, Orgon, Regie: Sven Grunert
- 2005: Kammerspiele Landshut, Scapin, Argante, Regie: Sven Grunert
- 2006: Kammerspiele Landshut, Bandscheibenvorfall, Kruse, Regie: Oleg Mirzak
- 2006: Festspiele Heppenheim, Der Geizige, Jacques, Regie: Martin Gelzer
- 2007: F.Remónd-Theater Frankfurt a. M., Loriot, Meltzer, Regie: Stefan Zimmermann
- 2008–2009: agon Theaterproduktion, Wo meine Sonne scheint, Günther, Regie: Petra Dannenhöfer
- 2009–2010: Kammerspiele Landshut, Bezahlt wird nicht, Carabiniere, Regie: Petra Dannenhöfer
- 2010–2011: Kammerspiele Landshut, Konfetti, Bjarne, Regie: Konstantin Moreth
- 2011–2013: Kammerspiele Landshut, Dreigroschenoper, Filch, Smith, Regie: Sven Grunert
- 2012–2013: Münchner Tournee, München, Das Verhör, Adam Barklay, Rechtsanwalt, Regie: Michael Wedekind
- 2012–2013: Kammerspiele Landshut, Arlecchino-Diener zweier Herren, Brighella, Regie: Sven Grunert
- 2013: Kammerspiele Landshut, Die Ängstlichen und die Brutalen, Vater, Regie: Boris Motzki
- 2014: Fritz-Rémond-Theater Frankfurt/M., Das Verhör, Adam Barklay, Regie: Michael Wedekind
- 2015: Kammerspiele Landshut, Dreigroschenoper, Filch, Smith, Regie: Sven Grunert
- 2015: Komödie Bay. Hof, München, Das Verhör, Adam Barklay, Regie: Michael Wedekind
- 2016: Kammerspiele Landshut, Der Sturm (Shakespeare), Gonzalo, Regie: Sven Grunert
- 2017: Zentraltheater München, Der Mann der die Welt aß, Vater, Regie: Ercan Karacayli
- 2018: Kammerspiele Landshut, Unsere Frauen, Simon, Regie: Sven Grunert